# Родригес, Джина
Джи́на Але́ксис Родри́гес-Лоцицеро (англ. Gina Alexis Rodriguez-LoCicero; род. 30 июля 1984, Чикаго, Иллинойс, США) — американская актриса. Она начала свою карьеру на телевидении, а в 2012 году получила похвалу от критиков за главную роль в независимом кинофильме «Филли Браун». Прорыв Родригес произошёл благодаря роли в комедийном сериале The CW «Девственница Джейн», которая в 2015 году принесла ей «Золотой глобус» за лучшую женскую роль в телевизионном сериале — комедия или мюзикл.

## Жизнь и карьера
Родригес родилась и выросла в Чикаго, штат Иллинойс, где окончила среднюю школу. В шестнадцатилетнем возрасте она поступила в Колумбийский университет, а затем отправилась в Нью-Йорк, где окончила школу искусств Тиша в Нью-Йоркском университете. Также она четыре года провела обучаясь актёрскому мастерству в студии Уильяма Мэйси и Фелисити Хаффман Atlantic Theater Company, где выступала в различных постановках. Также она сыграла роль Фриды Кало в пьесе «Последние минуты в жизни Фриды Кало», выступая по обе стороны океана, как в Лондоне, так и в Нью-Йорке.
Родригес снялась в нескольких независимых кинофильмах, была гостем в таких сериалах как «Закон и порядок», «Армейские жёны» и «Риццоли и Айлс», а также имела второстепенную роль в дневной мыльной опере CBS «Дерзкие и красивые». На большом экране она наиболее известна благодаря главной роли в независимом фильме 2012 года «Филли Браун». После успеха ей была предложена роль в сериале «Коварные горничные», но она отказалась от неё, позже говоря в интервью о своем нежелании играть стереотипного персонажа.
В 2014 году Родригес получила заглавную роль в комедийном сериале The CW «Девственница Джейн». Роль принесла ей признание критиков и премию «Золотой глобус» за лучшую женскую роль в телевизионном сериале — комедия или мюзикл. После успеха сериала она получила главные роли в фильмах «Глубоководный горизонт» с Марком Уолбергом и «Фиолетовые сердца».

## Личная жизнь
С 4 мая 2019 года Родригес замужем за актёром Джо Лоцицеро, с которым она встречалась 3 года до их свадьбы.

## Фильмография
| Год         | Название на русском                 | Название на английском           | Роль             | Примечания |
| ----------- | ----------------------------------- | -------------------------------- | ---------------- | --- |
| 2004        | Закон и порядок                     | Law & Order                      | Иоланда          | Эпизод: «Enemy» |
| 2005        | Джонни Зиро                         | Jonny Zero                       | Роуз             | Эпизод: «La Familia» |
| 2008        | Закон и порядок                     | Law & Order                      | Инес Сориано     | Эпизод: «Illegal» |
| 2009        | В последний миг                     | Eleventh Hour                    | Робин            | Эпизод: «Subway» |
| 2010        | Семейная свадьба                    | Our Family Wedding               | Подружка невесты | |
| 2010        | 10 причин моей ненависти            | 10 Things I Hate About You       | Даника           | Эпизод: «Meat Is Murder» |
| 2010        | Армейские жёны                      | Army Wives                       | Марисоль Эванс   | 3 эпизода |
| 2010        | Мои супер психо-сладкие 16: Часть 2 | My Super Psycho Sweet 16: Part 2 | Кортни Рамирес   | Телефильм |
| 2011        | Сделай это!                         | Go for It!                       | Джина            | Номинация — Imagen Foundation Award за лучшую женскую роль второго плана в кинофильме |
| 2011        | Счастливый конец                    | Happy Endings                    | Рита             | Эпизод: «Why Can’t You Read Me?» |
| 2011        | Менталист                           | The Mentalist                    | Илвия            | Эпизод: «Pink Tops» |
| 2012        | Филли Браун                         | Filly Brown                      | Маджо Тонорио    | Imagen Foundation Award за лучшую женскую роль в кинофильме |
| 2011-2012   | Дерзкие и красивые                  | The Bold and the Beautiful       | Беверли          | Второстепенная роль |
| 2012        | Калифорнийская зима                 | California Winter                | Офелия Рамирес   | |
| 2013        | Резкий звук                         | Enter the Dangerous Mind         | Эдриэнн          | |
| 2013        | Лонгмайер                           | Longmire                         | Лорна Дов        | Эпизод: «Party’s Over» |
| 2013        | Сон с Фиш                           | Sleeping with the Fishes         | Алексис Фиш      | |
| 2013        | Риццоли и Айлс                      | Rizzoli & Isles                  | Лурдес Сантана   | Эпизод: «Built for Speed» |
| 2014        | Шерон 123                           | Sharon 1.2.3.                    | Синди            | |
| 2014 - 2019 | Девственница Джейн                  | Jane the Virgin                  | Джейн Виллануэва | Регулярная роль Премия «Золотой глобус» за лучшую женскую роль в телевизионном сериале — комедия или мюзикл (2015) Номинация — Премия «Золотой глобус» за лучшую женскую роль в телевизионном сериале — комедия или мюзикл (2016) Номинация — Премия «Выбор телевизионных критиков» за лучшую женскую роль в комедийном сериале (2015—2016) |
| 2016        | Записки из рая                      | Sticky Notes                     | Наталия          | |
| 2016        | Глубоководный горизонт              | Deepwater Horizon                | Андреа Флетас    | |
| 2017        | Аннигиляция                         | Annihilation                     | Аня Торенсен     | |
| 2018        | Кармен Сандиего                     | Carmen Sandiego                  | Кармен Сандиего  | |
| 2019        | Кто-то классный                     | Someone Great                    | Дженни Янг       | |
| 2020        | Каджиллионер                        | Kajillionaire                    | Мелани           | |
| 2021        | Неспящие                            | Awake                            | Джилл            | |